# Observatorio Skalnaté Pleso
El Observatorio Skalnaté Pleso(eslovaco: Observatórium Skalnaté Pleso; código obs .: 056) es un observatorio astronómico y meteorológico en las montañas Tatra de Eslovaquia.Se encuentra a una altitud de 1.786 metros en las laderas sureste de Lomnický štít, cerca de Tatranská Lomnica. El observatorio lleva el nombre de un lago de montaña cercano (Skalnaté Pleso).